# Écuries Al Shaqab
Les écuries Al Shaqab (Al Shaqab Racing) sont un élevage de chevaux de race Pur-sang arabe et de race Pur-sang anglais créé en 1992 par l’Émir Hamad bin Khalifa Al Thani. L'écurie Al Shaqab possède à la fois des chevaux de dressage dans le but d'améliorer les chevaux Arabes de l'émirat et de donner au Qatar une place dans le monde équestre international, ainsi que des pur-sang anglais de course faisant d'Al Shaqab une écurie importante en Europe en sport hippique de galop. 

## Dressage
Les chevaux d'Al Shaqab sont régulièrement sélectionnés aux concours internationaux de la race. En 2011, ces écuries deviennent un complexe sportif d'élite. Elles sont l'un des principaux arguments du Qatar pour sa candidature à l'organisation des Jeux équestres mondiaux de 2022, puisqu'elles devraient accueillir à terme tous les sports équestres reconnus, y compris le concours complet, la voltige et l'attelage, qui ne sont pas actuellement pratiqués au Qatar.

## Sport hippique
L'écurie Al Shaqab possède de nombreux chevaux de course d'exception comme la jument Trêve rachetée après sa victoire dans le Prix de Diane.

### Palmarès dans les courses de groupe I
France
- Prix de l'Arc de Triomphe – 2 – Trêve (2013, 2014)
- Prix du Jockey Club – 1 – Brametot  (2017)
- Prix Vermeille – 2 – Trêve (2013, 2015)
- Prix Morny – 2 – The Wow Signal (2014), Shalaa (2015)
- Prix de la Forêt – 1 – Olympic Glory (2014)
- Grand Prix de Saint-Cloud – 1 – Trêve (2015)
- Prix Saint-Alary – 1 – Jemayel (2016)
- Prix Rothschild – 1 – Qemah (2016)
- Prix Jacques le Marois – 1 – Al Wukair (2017)
- Poule d'Essai des Poulains – 1 – Brametot (2017)
- Prix de l'Abbaye de Longchamp – 1 – Wooded (2020)
- Prix de l'Opéra – 1 – Place du Carrousel (2022)

 Royaume-Uni
- 2000 Guinées – 1 – Galileo Gold (2016)
- Lockinge Stakes – 1 – Olympic Glory (2014)
- Middle Park Stakes – 1 – Shalaa (2015)
- St. James's Palace Stakes – 1 – Galileo Gold (2016)
- Coronation Stakes – 1 – Qemah (2016)

 Irlande
- Phoenix Stakes – 1 – Ebro River (2021)

 États-Unis
- Joe Hirsch Turf Classic Stakes – 1 – Ectot (2016)
- Breeders' Cup Juvenile Turf – 1 – Unquestionable (2023)